# Società organismo di attestazione
Le società organismo di attestazione (SOA) sono organismi di diritto privato italiani con forma giuridica di S.p.A., autorizzati e vigilati dall'Autorità nazionale anticorruzione (ANAC) che accertano l'esistenza, nei soggetti esecutori di lavori pubblici, degli elementi di qualificazione, ovvero della conformità dei requisiti alle disposizioni comunitarie in materia di qualificazione dei soggetti esecutori di lavori pubblici, per la partecipazione ai relativi appalti.

## Attestazione SOA
L'attestazione SOA è il documento, rilasciato dalle SOA, che dimostra il possesso di alcuni requisiti necessari previsti dal Codice dei contratti pubblici (art. 100). Tale attestazione, che ha validità quinquennale (a condizione che ne venga richiesta conferma al terzo anno dal rilascio), viene rilasciata sulla base dell'analisi delle attività dell'impresa nei precedenti cinque anni.
L'attestazione SOA qualifica l'impresa a partecipare ai bandi per eseguire appalti per lavori pubblici, secondo uno schema di categorie di opere e classifiche di importi. Le categorie di opere a cui si può richiedere l'Attestazione sono 48: 
- 13 attengono alle opere generali (edilizia civile e industriale, strade, fogne e acquedotti, restauri di beni immobili, ecc.);
- 35 attengono alle opere specialistiche (restauri di superfici decorate, impianti, scavi, demolizioni, arginature, arredo urbano, finiture tecniche, finiture in legno, in vetro e in gesso, ecc.).

La classifica degli importi è commisurata alla capacità economica e tecnica dell'impresa:
- I fino a € 258.228,45
- II fino a € 516.456,90
- III fino a € 1.032.913,80
- III-bis fino a € 1.500.000
- IV fino a € 2.582.284,50
- IV-bis fino a € 3.500.000
- V fino a € 5.165.902,63
- VI fino a € 10.329.137,98
- VII fino a € 15.493.706,97
- VIII per importi oltre € 15.493.706,97 (convenzionalmente stabilito in € 20.658.275,96 relativamente al rispetto dei requisiti)

e abilitano l'impresa a partecipare agli appalti fino al valore della relativa classifica, accresciuto del 20%.
Il costo dell'attestazione è sostenuto dall’impresa ed è commisurato al numero di Categorie e alle rispettive Classifiche prese in esame dalla SOA.

### Capacità economica
Vengono presi in considerazione i valori riportati nelle ultime 15 annualità, scegliendo un minimo di 5 annualità. La verifica avviene sui documenti fiscali depositati relativi a: 
- cifra d'affari in lavori (che deve risultare almeno pari al 100% della somma degli importi di attestazione richiesti);
- attrezzatura specifica e caratteristica dell'attività, sia essa in ammortamento, in locazione finanziaria o a noleggio + eventuali ammortamenti figurativi (il tutto deve risultare almeno pari al 2% della somma degli importi di qualificazione richiesti);
- costo del personale assunto che deve risultare, in alternativa:
  - il 15% della somma degli importi di qualificazione richiesti, a condizione che il costo sostenuto per il solo personale operaio sia almeno pari al 40% del costo totale;
  - il 10% della somma degli importi di qualificazione richiesti, se il costo sostenuto per il solo personale tecnico assunto a tempo indeterminato è almeno pari all'80% del costo totale.

### Capacità tecnica
L'impresa deve fornire certificazioni di idoneità tecnica (ovvero documenti riassuntivi inerenti ai lavori svolti e contabilizzati nei sessanta mesi precedenti alla sottoscrizione dell'impegno con la SOA), secondo i seguenti parametri: per un valore almeno pari al 90% dell'importo della relativa attestazione richiesta con la dimostrazione di singole commesse (lavori di punta) di importi almeno pari a: 
- almeno un lavoro pari al 40% dell'importo richiesto in ogni singola categoria;
- la somma di 2 pari al 55% dell'importo richiesto in ogni singola categoria;
- oppure la somma di 3 pari al 65% dell'importo richiesto in ogni singola categoria.

Il possesso della certificazione di qualità UNI EN ISO 9001 costituisce un elemento premiante, ma è requisito obbligatorio per l'ottenimento di classifiche d'attestazione superiori a € 516.000,00.

### Documentazione
La documentazione da produrre per la valutazione è simile a quella utilizzata per l'iscrizione all'Albo nazionale costruttori, ovvero: 
- visure camerali;
- certificati del Casellario giudiziale per legali rappresentanti e direttori tecnici;
- certificato rilasciato dalla Cancelleria fallimentare;
- bilanci (o equivalenti documenti fiscali);
- titoli di studio;
- referenze bancarie;
- certificati di idoneità tecnica;
- documento unico di regolarità contributiva (DURC)
- altre dichiarazioni (requisiti personali e aziendali di ordine generale e speciale) rese su facsimili che ogni SOA predispone su modelli autorizzati dall'Autorità nazionale anticorruzione.

### Esempio
Per un'attestazione nella categoria OG1 (lavori di edilizia civile e industriale), nella I classifica (258 000 euro, che abilita l'impresa all'esecuzione di appalti sino a 309 600 euro), i requisiti minimi inerenti alla capacità economica dell'impresa, relativi agli esercizi considerati (minimo 5), sono i seguenti: fatturato almeno pari a 258 000 euro; attrezzature tecniche in ammortamento, leasing e noleggi per almeno 5 160 euro; costo sostenuto per il personale dipendente almeno pari a 38 700 euro, di cui costo personale relativo ai soli operai pari ad almeno 15 480 euro.
Per una simulazione del calcolo dei requisiti e del corrispettivo economico è possibile utilizzare software di calcolo messi a disposizione da alcune SOA o da alcuni portali tematici. I requisiti minimi inerenti alla capacità tecnica dell'impresa, relativi ai lavori eseguiti nei 15 anni precedenti alla stipula di un contratto con una SOA sono i seguenti: totale lavori eseguiti e certificati per un importo non inferiore a 232 200 euro (il 90% di € 258 000), a condizione che sia verificato anche uno dei successivi parametri: 1 solo lavoro sia di importo almeno pari a 103.200 euro (40%); la somma di 2 lavori sia di importo almeno pari a 141.900 euro (55%); la somma di 3 lavori sia di importo almeno pari a 167.700 euro (65%).